# モーリーン・シェイ
モーリーン・カランサ・シェイ（英語: Maureen Carranza Shea、女性、1981年1月11日 - ）は、アメリカ合衆国のプロボクサーである。アイルランド系及びメキシコ系。元NABF北米女子フェザー級王者、現WBC女子世界同級暫定王者。映画「ミリオンダラー・ベイビー」で主演したヒラリー・スワンクが事前に行ったスパーリングのパートナーを務めたことから「ザ・リアル・ミリオンダラー・ベイビー」と呼ばれる。

## 来歴
ニューヨークでアマチュアとして活動した後、ヘクター・ロカと出会いプロ転向。デビュー前にヒラリー・スワンクのスパーリングパートナーを買って出た。
2005年8月26日、Camille Casson戦でデビューし、1回TKO勝利。
デビュー以来1無効試合を挟み13連勝。オリビア・ゲルーラも大差判定で降している。
2009年2月21日、キナ・マルパーティーダと空位のWBA女子世界スーパーフェザー級王座を争うが、10回TKO負けで王座獲得に失敗。
8月1日、再起戦としてリンゼイ・ガーバットと対戦も、2戦連続TKO負け。
2010年5月14日、Norma Farisを3回TKOで降す。
7月30日、Liliana Martinezを3回TKOで降し空位のNABF北米女子フェザー級王座獲得。
12月10日、ダイアナ・アヤラとのWBC女子世界同級暫定王座決定戦に挑み、2-0判定で勝利し暫定王座獲得。

## 戦績
- 21戦 18勝 11KO 2敗 1無効試合

## 獲得タイトル
- NABF北米女子フェザー級王座
- WBC女子世界フェザー級暫定王座